# Jarosław Rudniański

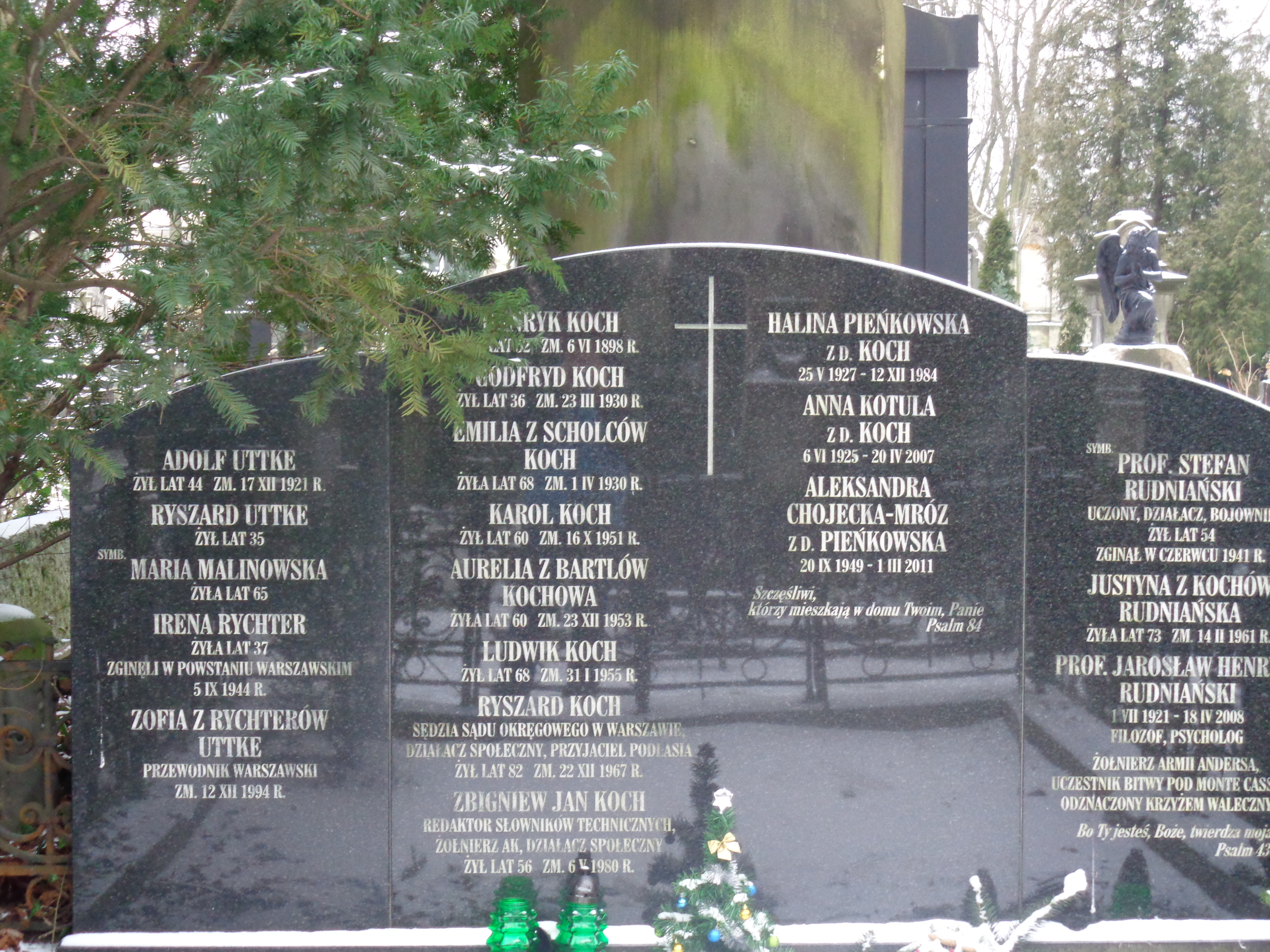
Grób Jarosława Rudniańskiego na Cmentarzu Ewangelicko-Augsburskim w Warszawie

Jarosław Henryk Rudniański (ur. 1 lipca 1921 w Warszawie, zm. 18 kwietnia 2008 tamże) – polski filozof, psycholog, prakseolog, profesor Instytutu Filozofii i Socjologii PAN.

## Życiorys
W czasie II wojny światowej więzień gułagu, a następnie żołnierz armii Andersa, uczestnik bitwy o Monte Cassino. Służył w 2 Karpackim Pułku Artylerii Lekkiej, w stopniu kaprala podchorążego. Został odznaczony Krzyżem Walecznych.
Studiował filozofię Dalekiego Wschodu i psychologię na Uniwersytecie Rzymskim, a następnie psychologię na Uniwersytecie Warszawskim. Był uczniem i współpracownikiem Tadeusza Kotarbińskiego, a także współzałożycielem i honorowym członkiem Towarzystwa Naukowego Prakseologii. 
Jego pracą doktorską jest Metody pracy umysłowej ucznia (Warszawa 1967, słowo wstępne Tadeusza Kotarbińskiego), a pracą habilitacyjną książka „Nauka : twórczość i organizacja” (Warszawa, 1976). 
W roku akademickim 1968/1969 przebywał w Stanach Zjednoczonych jako stypendysta Departamentu Stanu USA, studiował tam zagadnienie twórczości naukowej. W latach 1980–1989 zajmował się zagadnieniami z dziedziny filozofii działania społecznego: ogólną teorią walki i kompromisu oraz kryteriami wartości moralnych.

## Życie prywatne
Urodził się w rodzinie Stefana (Salomona Rubinrotha), filozofa i Justyny z Kochów. 
Jego córką jest pisarka Joanna Rudniańska. 
Pochowany został 26 kwietnia 2008 na Cmentarzu Ewangelicko-Augsburskim w Warszawie przy ul. Młynarskiej (aleja 14, grób 14).

## Wybrana bibliografia autorska
- O myśleniu skutecznym, Wydawnictwo Związkowe CRZZ, Warszawa, 1964
- Metody pracy umysłowej ucznia, Państwowe Zakłady Wydawnictw Szkolnych, Warszawa, 1967
- Efektywność myślenia : wybrane zagadnienia, Państwowe Zakłady Wydawnictw Szkolnych, Warszawa, 1969
- Nauka : twórczość i organizacja, Państwowe Wydawnictwa Naukowe, Warszawa, 1976
- O dobrym wychowaniu i kształceniu: kryteria moralne i prakseologiczne, Wydawnictwa Szkolne i Pedagogiczne, Warszawa, 1978
- Homo cogitans : o myśleniu twórczym i kryteriach wartości, Wiedza Powszechna, Warszawa, 1981 ISBN 83-214-0238-0
- Elementy prakseologicznej teorii walki : z zagadnień kooperacji negatywnej, PWN, Warszawa, 1983 ISBN 83-01-04770-4
- O pracy umysłowej, Ludowa Spółdzielnia Wydawnicza, Warszawa, 1987 ISBN 83-205-3894-7
- Między Dobrem a Złem, Nasza Księgarnia, Warszawa, 1989 ISBN 83-10-08092-1
- Kompromis i walka : sprawność i etyka kooperacji pozytywnej i negatywnej w gęstym otoczeniu społecznym, Wydawnictwo „Pax”, Warszawa, 1989 ISBN 83-211-0979-9
- Miłość i nieskończoność, Wydawnictwo Słowo, Berlin, 1994 ISBN 83-903003-0-3
- Przestrzeń wiary w cywilizacji współczesnej, Wydawnictwo W drodze, Poznań 1998 ISBN 83-7033-211-0
- Jak się uczyć, Wydawnictwa Szkolne i Pedagogiczne, Warszawa, 2001 ISBN 83-02-08090-X)